# Alfa del Linx
Alfa del Linx (α Lyncis) és l'estel més brillant de la petita constel·lació del Linx i l'única que té assignada una lletra grega de Bayer. És un estel variable de magnitud aparent +3,14. També rep el nom, poc utilitzat, d'Elvashak o Alvashak, l'origen del qual és àrab (الوشق al-washaq) i significa «el gat montés».
Situat a 222 anys llum del sistema solar, Alpha Lyncis és un gegant taronja de tipus espectral K7IIIvar. Les seues característiques són semblants a les del veí Alsciaukat (31 Lyncis), si bé la diferent distància que ens separa d'ambdós posa de manifest que no estan relacionades entre si. És 700 vegades més lluminós que el Sol, tinguda en compte la radiació que emet en l'infraroig, ja que és un estel fred de 3.860 K de temperatura. Com a gegant que és, el seu radi és entre 59 i 65 vegades més gran que el radi solar. La seva massa és aproximadament el doble que la del Sol.
Amb una edat estimada de 1.400 milions d'anys, no se sap amb certesa en quina fase de l'evolució estel·lar s'hi troba. Pot estar augmentant en lluentor amb un nucli inert d'heli, atenuant lleugerament la seva lluentor per la fusió de l'heli intern en carboni i oxigen, o incrementant la seva lluminositat amb un nucli inert de carboni abans d'expulsar les seves capes exteriors.